# Шампанське графство
Шампа́нське гра́фство (фр. Comté de Champagne) — середньовічне графство Французького королівства, що утворилось в кінці XI — середині XII століття на території двох попередніх графств Труа і Мо. Правителі графства, що носили титул Пфальцграф Шампані та Брі (фр. Comtes palatins de Champagne et de Brie), володіли територією, що розташовувалась на півдні історичного регіону Шампань. Столицею графства спочатку був Труа, пізніше Провен. В XII-XIII століттях досягнуло великого економічного процвітання завдяки знаменитим шампанським ярмаркам.
У 1234 граф Тібо IV успадкував також Наваррське королівство (під ім'ям Теобальдо I), після чого Шампань опинилася в династичній унії з Наваррою. Після того, як в 1285 році Жанна I вийшла заміж за майбутнього короля Франції Філіпа IV, Шампань і Наварра опинилися в унії з Францією.
Після смерті Філіпа IV, в 1314 році Шампанське графство включили до складу королівського домену Франції і перетворили на провінцію.

## Історія
Ще в VI—VIII століттях існували герцоги Шампанські. У IX столітті на території Шампані з'являються графства, два з яких, Труа і Мо, в середині X століття опиняються в руках представників династії Гербертинів. У 950 році один з онуків Герберта I Вермандуа, Роберт де Мо, одружився з онукою Річарда I Справедливого, Аделаїдою, відомою як Верра. Після смерті свого тестя Жильбера, герцога Бургундії, у 956 році, він успадкував графство Труа, яке тепер було об'єднане з графством Мо, яке дісталося йому як його частка спадку десять років тому. У 984 році син Роберта, Герберт де Труа, успадкувавши від свого дядька Герберта Омойс і розширив родинний домен Реймським графством, якого його інший дядько, Гуго Реймський, був позбавлений імператором на користь архієпископа Реймського.
Після припинення династії Гербертинів Шампанське графство в 1022 переходить до Еда II, графу Блуа, Шартра, Шатодена, Провена та Тура, і з цього часу керується представниками династії Тібальдінов.
Вперше «графом Шампанським» у хроніці Альберіка де Труа-Фонтене названо графа Труаського Гуго I (пом. 1126). У 1125 році він зрікся своїх володінь і вступив в Орден Тамплієрів, заповідавши Труа графу Блуасському Теобальду (Тібо) Великому (Теобальду II як графу Шампані).
Після смерті Теобальда Великого, його володіння поділили між синами. Шампань і Брі дісталися Генріху I Щедрому. Він був сюзереном приблизно 2 тисячі васалів — небагато феодалів Франції могли з ним у цьому зрівнятися. Завдяки цьому Шампанське графство стало одним із найбезпечніших місць для торгівлі, що призвело до бурхливого розвитку ярмарків у Шампані. Ці ярмарки, яким опікувалися графи Шампані, стали центрами торгових та фінансових операцій, куди з'їжджалися торговці не лише з усієї Франції, а й з усієї Європи. Сестра Генріха I, Адель Шампанська, була дружиною короля Франції Людовіка VII і матір'ю його спадкоємця, Філіпа II Августа, а сам він був одружений з дочкою Людовіка від шлюбу з Алієнор Аквітанською. Завдяки цьому графи Шампанські перебували в близькій спорідненості з королями Франції та Англії.
Спадкоємець Генріха I, граф Шампанський Генріх II, брав участь у третьому хрестовому поході та став королем Єрусалимського королівства, але загинув 1197 року від нещасного випадку. Ще до відправлення в похід, Генріх заповів Шампань своєму молодшому братові Теобальду III.
Теобальд III одружився з Бланкою Наваррською, донькою короля Наварри Санчо VI. Він помер у 1201 році, і його смерть спричинила династичну кризу. На той момент у нього була лише неповнолітня дочка, до того ж дружина була на останньому місяці вагітності. Уже після смерті чоловіка вона народила сина Тібо (Теобальда), який став новим графом Шампанським за регентства матері. Однак ситуація в графстві була напруженою, оскільки граф Генріх II, готуючись до хрестового походу, залишив великі борги. Крім того, на Шампанське графство претендувала Філіппа Шампанська, донька Генріха II, та її чоловік Ерард I Брієннський, сеньйор де Рамеро, що походив із могутнього шампанського роду Брієнн. У результаті спалахнула війна за Шампанську спадщину. Перша фаза війни, що почалася в 1216 році, тривала з перервами до 1222 року, коли її припинили втручанням короля Франції Філіппа II Августа, герцога Бургундії Еда III та імператора Фрідріха II. У 1231 році права на Шампань заявила Аліса Шампанська, інша дочка Генріха II. Її підтримало багато французьких баронів, незадоволених підтримкою графом Теобальдом IV Бланки Кастильської, регента Французького королівства при малолітньому Людовіку IX. Лише в 1234 році Аліса погодилася відмовитися від своїх прав на Шампанське графство в обмін на виплачену їй компенсацію. Щоб розрахуватися з нею, Теобальд IV був змушений продати французькому королю спадкові права на графства Блуа, Сансер і Шатоден.
Граф Теобальд IV, відомий також як трубадур, мав вплив при французькому дворі. У 1234 році після смерті брата матері успадкував титул короля Наварри, де він правив під ім'ям Тебальдо I. Таким чином, Шампань опинилася в особистій унії з Наваррським королівством.
Теобальд IV помер у 1253 році, після чого Шампанським графством послідовно правили його сини Тібо V і Генріх III (I) Товстий. Генріх помер у 1274 році, його спадкоємицею стала малолітня дочка Жанна, регентом при якій була мати, Бланка д'Артуа, яка заручила дочку з Філіпом, другим сином короля Франції Філіпа III Сміливого. Шлюб між Жанною та принцом Філіпом, який на той момент став спадкоємцем батька, був укладений у 1284 році.
Після того, як Філіп у 1285 році успадкував титул короля Франції під ім'ям Філіп IV, Наварра і Шампань опинилися в династичній унії з французьким королівством. Після смерті Філіпа IV Шампань приєднали до королівського домену. Остаточне приєднання до французької корони відбулося 1335 року, після чого територія Шампанського графства стала провінцією Шампань Французького королівства.